# Emil Kabíček
Emil Kabíček (* 26. ledna 1925) je bývalý československý fotbalový brankář.

## Fotbalová kariéra
Hrál za SK Slavia Praha. Získal ligový titul v roce 1947 a 1948 se Slávií. V lize odehrál 117 utkání. Kariéru zakončil v padesátých a šedesátých letech 20. století v divizním SK Nusle, později hrajícím v Pražském přeboru (tehdy 3. nejvyšší Československé soutěži) pod hlavičkou TJ Spartak Nusle Jawa.